# 제산제

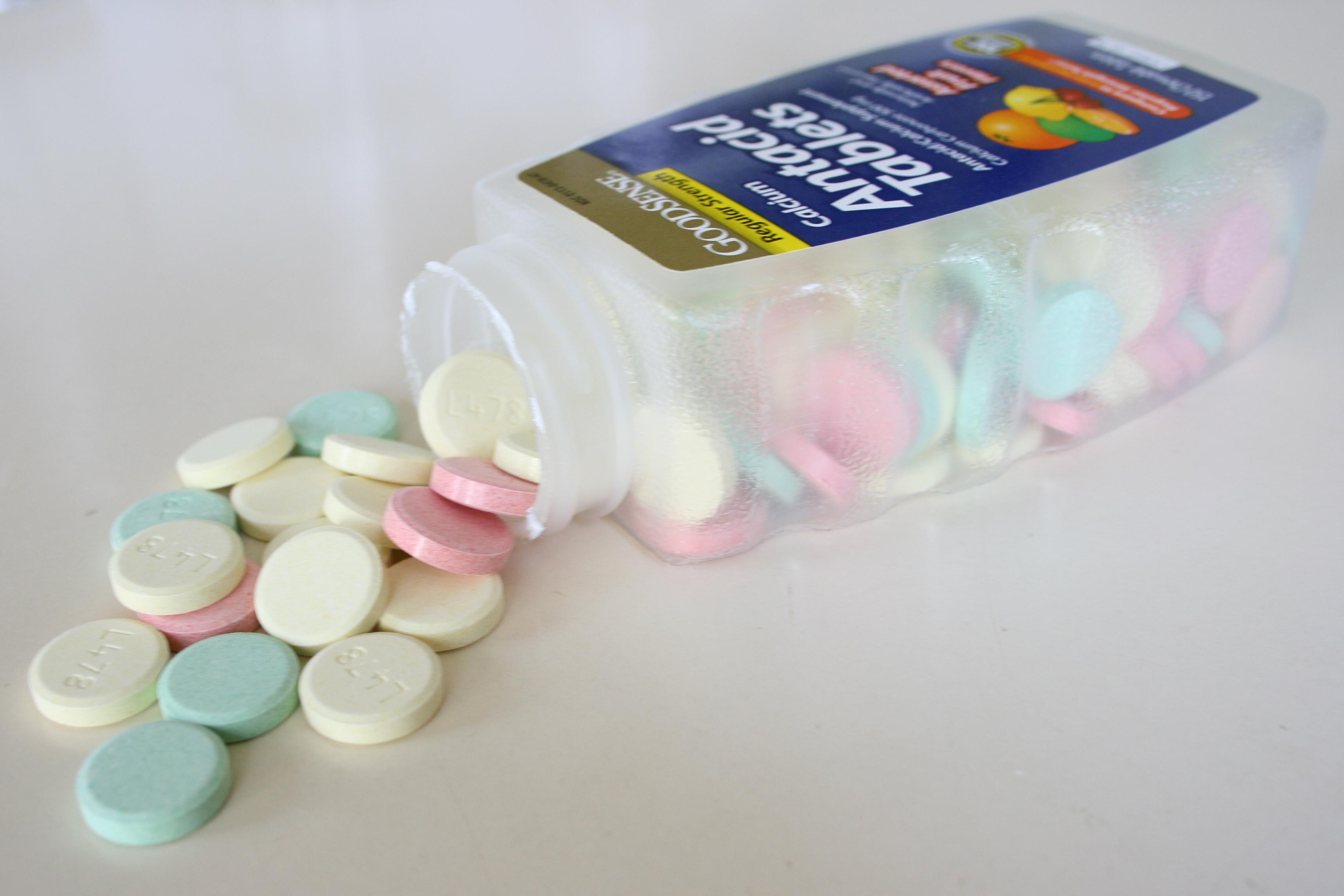
제산제

제산제(制酸劑, 영어: antacid)는 위 산도를 중화시키고 속쓰림, 소화불량, 배탈을 완화시키는 데 사용되는 물질이다.

## 의료용 목적
제산제는 일반의약품으로 구할 수 있으며 위 식도 역류병과 소화불량의 주요 증상인 속쓰림을 신속하게 완화하기 위해 입으로 복용한다. 제산제만으로 치료하는 것은 아니며 경미한 증상에 대해서만 사용가능하다.
제산제는 H2 수용체 길항제 또는 양성자펌프 억제제와 같은 산환원제와는 구별되며 대부분의 궤양을 일으키는 세균인 헬리코박터 파일로리(Helicobacter pylori)를 죽이지 못한다.
비미립자 제산제(구연산 나트륨, 삼규산 마그네슘)는 위 부피에 거의 또는 전혀 영향을 미치지 않으면서 위 pH를 증가시킨다. 시트르산 나트륨은 수술 후 1시간 이내에 가장 효과적이다.

## 부작용
마그네슘이 포함된 제산제는 설사를 유발할 수 있으며 칼슘 또는 알루미늄이 포함된 제산제는 변비를 유발할 수 있으며, 장기간 사용하면 신장 결석이 발생할 수 있다. 알루미늄이 포함된 제산제를 장기간 사용하면 골다공증 위험이 높아질 수 있다.

## 제산제의 메커니즘
위장에 과도한 양의 산이 생성되면 위 내막을 보호하는 천연 점막 장벽이 역류성 식도염 환자의 식도에 손상을 줄 수 있다. 제산제에는 위산을 화학적으로 중화시켜 손상을 줄이고 통증을 완화시키는 알칼리성 이온이 포함되어 있다.

## 제형 및 브랜드
제산제는 가스에 대한 물리적 장벽으로 작용하도록 가스 또는 알긴산을 제어하기 위해 시메티콘과 같은 다른 활성 성분으로 제형화된다.

### 발포성
발포성 정제는 물에 용해된 다음 일정 수준의 이산화 탄소를 방출하도록 설계된 정제이다. 일반적인 성분은 시트르산과 탄산수소 나트륨이며, 물과 접촉 할 때 반응하여 이산화탄소를 생성한다. 또한 발포 제산제는 아스피린,  탄산 나트륨, 타타르산을 함유한다.

### 수산화 알루미늄

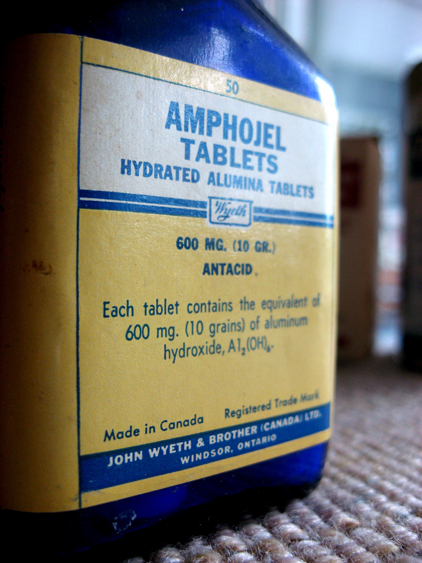
수산화 알루미늄의 Wyeth amphojel 정제

일반 명칭 알겔드레이트에서, 수산화 알루미늄은 제산제로 사용된다. 불용성인 Al(OH)3가 위의 pH를 7 이상으로 증가시키지 않기 때문에 과량의 위산의 분비를 유발하지 않는다. 브랜드 이름에는 Alu-Cap, Aludrox, Gaviscon, Pepsamar가 있다. 2016년에 Gaviscon은 영국에서 판매된 처방전 없이 구입할 수 있는 의약품 중 하나이며 6억 6천만 파운드의 매출을 올렸다. 그것은 위의 과잉 산과 반응하여 위 내용물의 산도를 감소시킨다. 궤양, 속쓰림, 소화불량의 증상을 완화시킬 수 있다. 알루미늄 이온은 위장관에서 민무늬근의 수축을 억제하여 연동운동을 늦추고 대변이 대장을 통과하는 데 필요한 시간을 연장하기 때문에 변비를 유발할 수 있다. 이러한 일부 제품은 균형 잡힌 완하제 효과를 갖는 동일한 농도의 수산화 마그네슘 또는 탄산 마그네슘의 포함을 통해 이러한 효과를 최소화하도록 제형화된다.